# Народни зборови (Поткозарје)
Традиционални народни зборови, су народна окупљања поводом црквених и националних празника и поводом обиљежавања већих догађаја одређеног краја.
2. августа је традиционални народни збор на Брезицима, а 25. новембра у Равницама се одржавао сусрет бораца НОР-а и народа.
2. августа се такође одржава збор у Јакуповцима (Клашнице).
1. август и 2. август Велики народни збор у Марићкој

## Збор у Моштаници
Збор у Моштаници се одржава 19. августа сваке године. Празнује се православни празник Преображење. Овај збор траје 3 дана и један је од највећих зборова на подручју Босне и Херцеговине. Упоредо са збором популарно је и камповање, па многи постављају своје шаторе на великој пољани испред манастира. На збору сваке године гостују и многе естрадне звијезде.

## Зборови на дан оснивања бригада и батаљона
Зборови на дан оснивања бригада и батаљона. Збор у Ламовитој, гдје је формирана Прва крајишка пролетерска ударна бригада, одржавао се 21. маја. Збор у Милића Гају, у знак сјећања на формирање Пете крајишке козарске бригаде, одржава се 27. јула. Почетком септембра је збор на Карану, гдје је формиран Први козарски батаљон, а 21. маја (прва недјеља) збор на Уријама, гдје су слетјели први партизански авиони.

## Манифестације на Мраковици
На Мраковици су се одржавале манифестације друштвено-политичког, културног и забавног карактера. Најатрактивнија друштвено-политичка манифестација била је откривање споменика, 10. септембра 1972. године, којој је присуствовао тадашњи предсједник Југославије, Тито, преживјели борци Козаре и многобројни народ овога подручја.
На Мраковици се традиционаино окупљао велики број људи на Дан борца, 4. јула, на Дан народног устанка, 27. јула, и на Дан младости, 25. маја.
Данас, највећа окупљања на Мраковици су на 1. мај, када масе људи из Приједора, Бањалуке и осталих мјеста долазе да прославе празник рада, на овом козарском врху.
У знак сјећања на славну козарску епопеју, јунаштво и страдања њених бораца и народа, одржавали су се сваке године почетком септембра традиционални књижевни сусрети »Козара«, који су окупљали литерарне ствараоце из свих република и покрајина СФРЈ.

## Традиционални сусрет возача
Поред тога одржавао се традиционални сусрет возача. Ову манифестацију организовао је Савез возача Југославије.
У вријеме СФРЈ, војни питомци полагали су заклетву испред споменика на Мраковици. Млади су ту примани у чланство СКЈ на Козари. Биле су организоване и посјете пионира да положе цвијеће испод меморијалног зида.

## Збор Рома
Роми своје скупове и весеља имају на Ђурђевдан, који је 6. маја сваке године.

## Збор у Милића гају
Сваке године 27 јула одржава се традицијонални народни збор у Кнежпољу-Милића гају у знак формирања 5 козарске бригаде и почетак устанка.